# ペレスメジロザメ
ペレスメジロザメ Carcharhinus perezi はメジロザメ属に属するサメの一種。西部大西洋熱帯域のサンゴ礁に分布し、特にカリブ海に多い。体は頑丈な流線型で、ドタブカ・クロトガリザメなどの大型メジロザメ類とよく似ているが、本種は鰭に明瞭な模様がないこと、第二背鰭の後端が短いこと、歯の形と数で区別できる。
最大で3m。頂点捕食者で、様々な魚や頭足類を食べる。活動的なメジロザメ類としては珍しく、海底や洞窟で休む姿が目撃されている。胎生で、雌は2年毎に4-6匹の仔を産む。バハマでは餌付けされており、エコツーリズムの対象として人気がある。食用として漁獲され個体数が減少しており、IUCNは保全状況を絶滅危惧としている。

## 分類
1876年の学術誌 Anales de la Sociedad Española de Historia Natural において、フェリペ・ポエによって Platypodon perezi の名で記載された。タイプ標本はキューバ沿岸で捕獲された6個体である。その後、Platypodon 属はCarcharhinus 属のシノニムとされた。
1982年の形態系統解析では、本種はハビレ・メジロザメと近縁とされたが、1988年にはオグロメジロザメの姉妹群とされた。1992年のアロザイムによる分子系統解析では、ガラパゴスザメ・ドタブカ・ヨゴレなどの種と近縁だという結果が得られている。

## 分布
西部大西洋の熱帯域全域で見られ、ノースカロライナ州からブラジル北部とバミューダ・メキシコ湾北部・カリブ海に分布する。だが、フロリダキーズより北では非常に珍しい。サンゴ礁周辺の浅瀬を好み、ドロップオフや礁の外縁近くで見られる。最大で378mから知られているが、通常は30m以浅で見られる。

## 形態
大柄で流線型をしており、他の大型メジロザメ類と区別することは難しい。通常は2–2.5 m程度だが、最長で3 m・最重で70 kgの記録がある。背面は暗灰色か灰褐色で、腹面は白から黄白色。体側には目立たない白い帯がある。鰭には明瞭な模様はなく、胸鰭・腹鰭の下面と臀鰭・尾鰭下葉は薄黒くなる。
吻はかなり短く、幅広くて丸い。鼻孔に明瞭な前鼻弁はない。眼は大きくて丸く、瞬膜を持つ。片側の歯列は、両顎ともに11–13。各歯の基部は幅広く、細い尖頭と鋸歯を持つ。正面の2-4本の歯は直立し、他の歯は口角に向かうに従って徐々に斜めになる。鰓裂は5対である程度長い。胸鰭は第3鰓裂の下から起始する。第一背鰭は高く鎌型で、胸鰭後端より少し前方から起始する。第二背鰭は比較的大きく、臀鰭の少し前方から起始し、後縁に短い遊離端を持つ。2基の背鰭間には低い隆起線がある。胸鰭は長くて細く、先端は尖る。皮歯は近接して重なり合って並び、各皮歯には5本（大型個体では稀に7本）の低い水平隆起が縁の鋸歯に続く。

## 生態

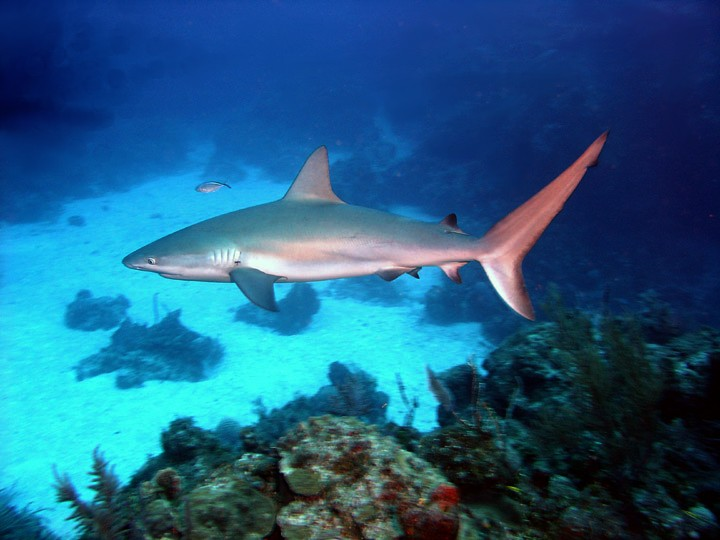
バハマのサンゴ礁を泳ぐ個体

分布域では豊富に見られるにもかかわらず、本種は大型メジロザメ類として最も研究が進んでいない種の一つである。カリブ海のサンゴ礁の生態系で主要な役割を果たしていると見られ、夜間に活動的になる。季節的な行動の変化や回遊は記録されていない。幼体は通年同じ場所に留まる傾向があるが、成体になると行動範囲は広くなる。
洞窟や海底に沈んで休息することがある。活動的なサメの中では、この行動は初めて記録されたものである。1975年、ユージェニー・クラークはユカタン半島のムヘーレス島の洞窟で有名な"眠るサメ"を調査し、これらの個体がダイバーを目で追うことから、実際には眠っているわけではないことを明らかにした。クラークは、洞窟内に湧き上がる淡水が寄生虫を取り除き、また、本種が淡水による"麻薬"的な効果を楽しんでいるのではないかと推測した。脅威に曝されると威嚇行動を行うことがある。これは短く強張った泳ぎ方で、頻繁に向きを変えながら、1-1.2秒間胸鰭を下ろす動きを繰り返す。この行動は、よく知られているオグロメジロザメほど頻繁には行われない。
幼体はイタチザメ・オオメジロザメのような大型のサメに捕食される。寄生虫についてはあまり知られていないが、その一つに、第一背鰭後縁に付着する、暗い斑点のあるウオビル科のヒルがいる。ブラジル北部では、幼体が水底に横たわり、掃除魚であるハゼの一種Elacatinus randalli のクリーニングステーションを利用する。本種の周囲には、日常的にギンガメアジ属のCaranx latus やヨロイアジ属のCarangoides ruber の群れが存在する。

### 摂餌

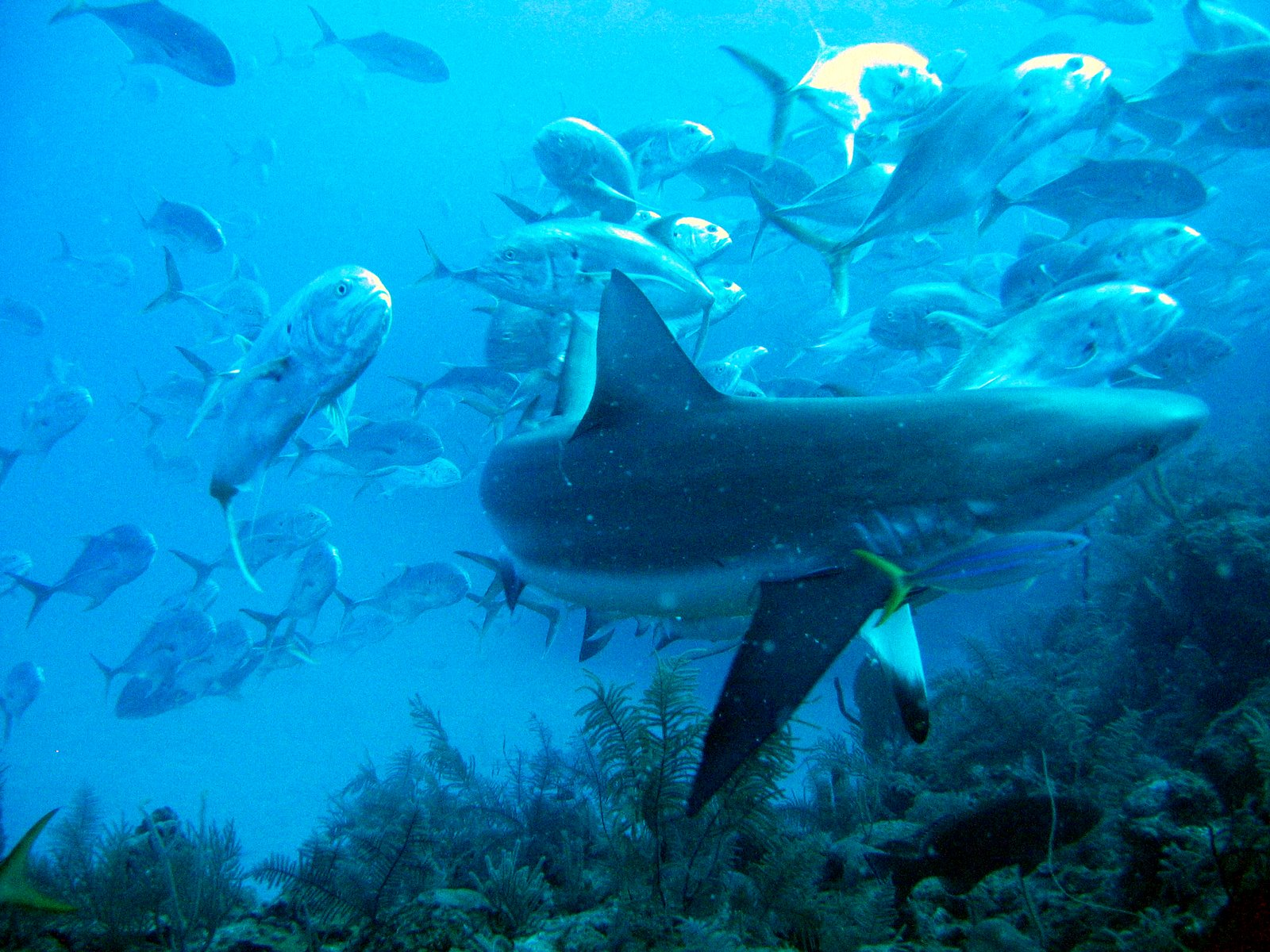
アジ類に取り巻かれる。

様々なサンゴ礁性の硬骨魚・頭足類や、マダラトビエイ・Urobatis jamaicensis などの板鰓類を食べる。もがく魚の立てる低周波音に引き寄せられる。ある2 mの雄がフエダイ科のOcyurus chrysurus を捕食した時の観察では、この個体は獲物の前をゆっくりと旋回するように見せかけ、突然その頭を横に振って顎の端で獲物を捕まえた。幼体は小魚・エビ・カニを食べる。また、胃を反転させて体外に出し、未消化物・寄生虫・粘液などを洗い流すことができる。

### 生活史
胎生で、卵黄を使い果たした胎児は卵黄嚢を胎盤に転換する。交尾は明らかに攻撃的に行われ、雌の体側には噛み跡や傷がよく見られる。ブラジルのフェルナンド・デ・ノローニャとロカス環礁では、出産は乾季の終わりにあたる2-4月だが、南米の他の地域では、アマゾンの夏にあたる11-12月に行われる。産仔数は平均で4-6、妊娠期間は1年。雌は2年毎に妊娠する。出生時は74 cm以下で、雄は1.5–1.7 m・雌は2–3 mで性成熟する。

## 人との関わり

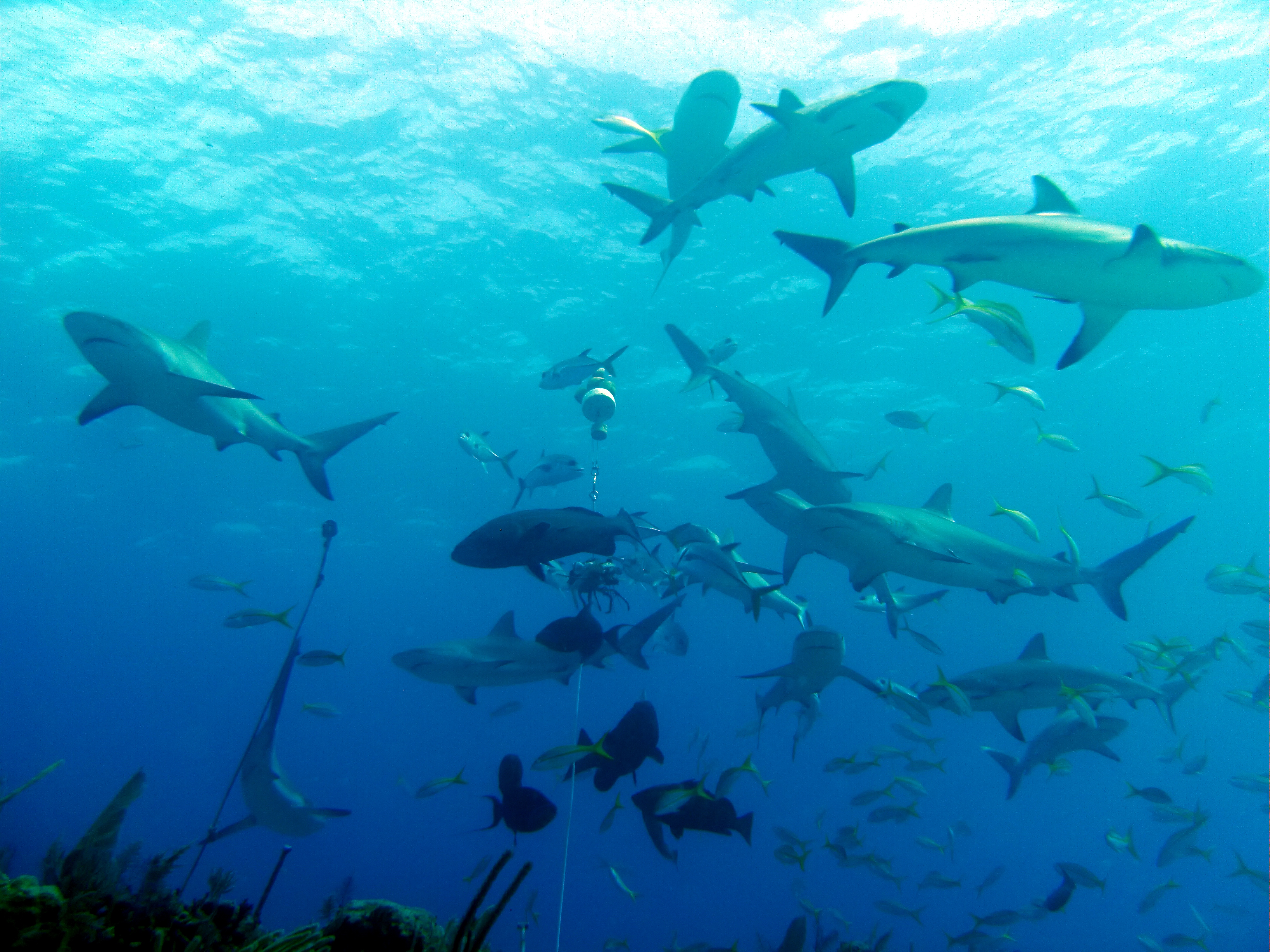
餌に群がる個体。

通常は消極的で、ダイバーにも反応しないが、餌の存在下では攻撃的になり、また大型であるため潜在的に危険だと考えられる。2008年の国際サメ被害目録は27件の攻撃を記録しており、その内4件が非挑発事例で、死亡例はない。
分布域全域の商業漁業や地域漁業において、延縄・刺し網によって漁獲される。魚肉・鮫皮・肝油・魚粉などとして利用される。コロンビアでは延縄による水揚げ量の39%を占める最も水揚げ量の多いサメで、鰭・油や、鑑賞目的に顎などが利用される。ベリーズではハタやフエダイ科を狙った釣りにより混獲され、肉は国内やメキシコ・グアテマラで"panades"というトルティーヤに似た食べ物の形で消費される。鰭はアジアに輸出され高収益を上げている。ベリーズでのサメ漁は1900年代半ばに始まり、全種が急激に減少した1990年代初期に終わった。本種の肉は高濃度のメチル水銀や重金属を含む可能性がある。

### 餌付け

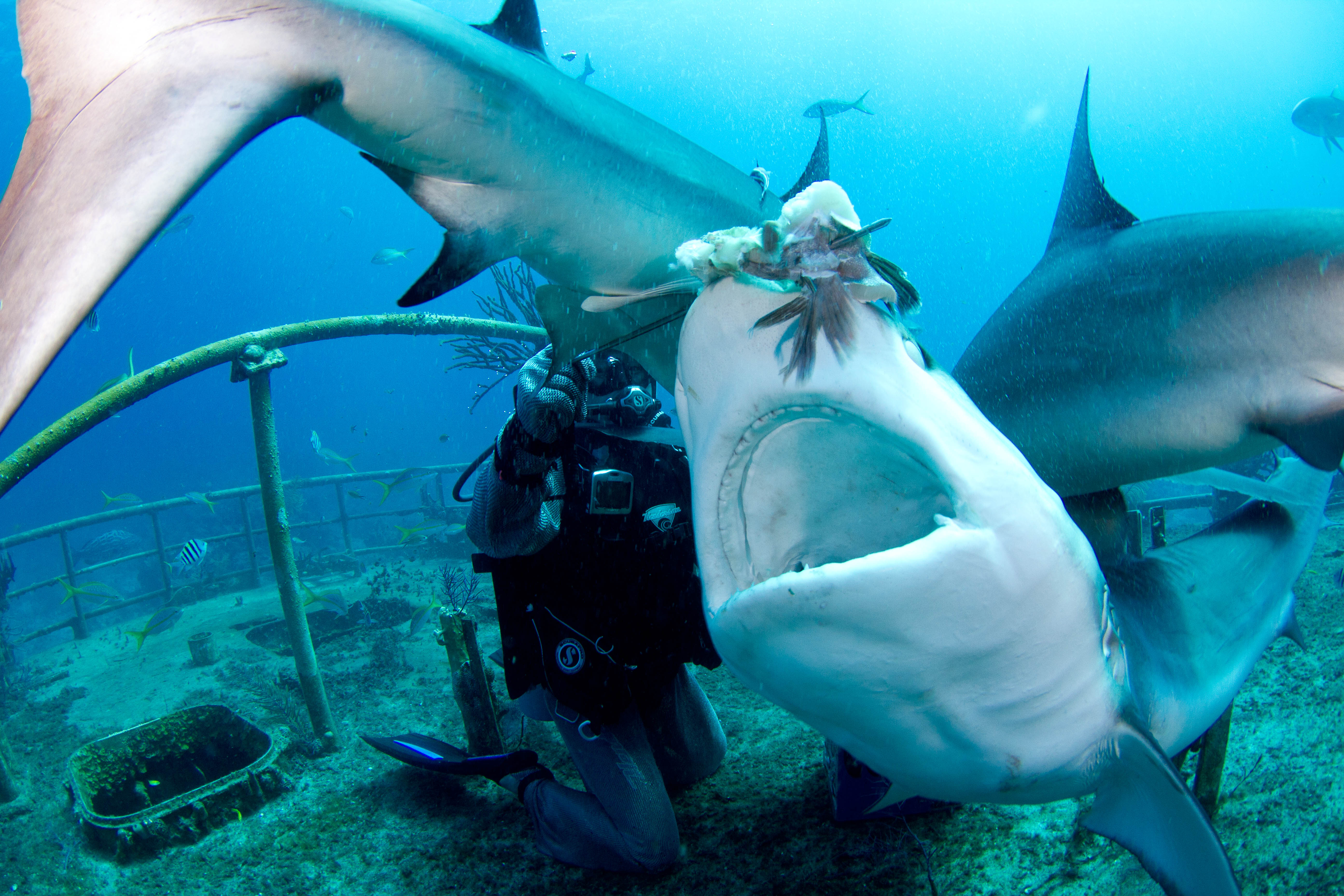
バハマでは餌付けされる。

餌付けによってダイバーの周りにサメを惹き寄せることで、収益性の高いエコツーリズム産業が成立している。バハマではこれは年間600万ドル規模に達しており、これをサメ1匹あたりに均せば1.3-4万ドルになる（漁獲したサメは1匹あたり50-60ドル）。この産業は論争の的となっており、反対者は、サメが餌と人間を関連付けることで人が襲われる可能性が増え、餌付けに用いる餌をサンゴ礁から採集することで生態系にダメージを与えると主張する。だが支持者は、人々がこの産業に金を支払い、サメについての理解が深まることで保護に貢献していると主張する。これまでのところ、餌付けによる周辺海域でのサメ被害の増加の証拠はほとんどない。フロリダ沿岸では餌付けは違法だが、カリブ海の他の地域では続けられている。

### 保護
IUCNは保全状況を準絶滅危惧としている。ベリーズとキューバでは乱獲により減少し、他の地域でも同様の傾向にある。サンゴ礁の破壊も脅威である。米国では本種の商業漁業は禁止されている。バハマではエコツーリズムのために保護されており、ブラジルや他の地域でも多くの海洋保護区が設定されている。だが、これらの海域全てで違法漁業への監視が適切に行われているわけではなく、また、本種が未だ豊富な多くの海域では保護は行われていない。